# Jerarquia combinatòria
La jerarquia combinatòria és una estructura matemàtica de cadenes de bits generades per un algorisme basat en discriminació o exclusiu entre bits. Fou desenvolupat inicialment per A.F. Parker-Rhodes durant la dècada de 1960, i és interessant a causa d'interpretacions físiques que el relacionen amb la mecànica quàntica.
Per exemple, els valors propers a la constant d'estructura fina i la constant d'acoblament gravitacional de la massa del protó apareixen en la generació de la jerarquia.